# Expensive Soul
Expensive Soul es un grupo de rap/soul portugués, aunque su estilo musical no sea de fácil clasificación dentro del espectro musical del país. Poseen una serie de registros que van desde el soul/reggae al R&B/hip hop.
La formación original estaba compuesta por Demo (MC) y New Max (cantante/MC/músico/productor), naturales de Leça da Palmeira. El grupo se formó en 1999, teniendo gran éxito con su álbum B.I. en 2004. Son el primer grupo de soul/hip hop portugués que efectúa sus actuaciones con música en vivo, ayudados por la Jaguar Band. 